# Manraja
Manraja (en népalais : मानराजा) est un comité de développement villageois du Népal situé dans le district de Saptari. Au recensement de 2011, il comptait 4 447 habitants.